# 국제 도량형국

국제 도량형국(國際度量衡局, 프랑스어: Bureau international des poids et mesures, 영어: International Bureau of Weights and Measures, 약칭 BIPM)은 미터 협약에 의해 1875년 설립된 연구 기관이다. 국제 킬로그램 원기의 유지를 맡고 있다.

## 역사
국제 도량형국은 미터 협약(2008년 8월 기준으로 51개 국가 간 조약의 하나)의 서명에 따라 1875년 5월 20일에 설립되었다.

## 같이 보기
- 국제 표준화 기구
- 미국 국립표준기술연구소
- 세계 측정의 날